# Pavol Országh Hviezdoslav

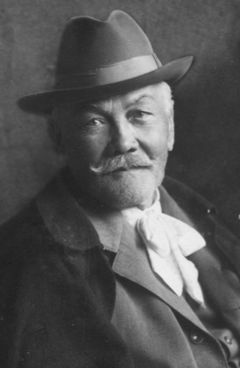
Pavol Országh Hviezdoslav

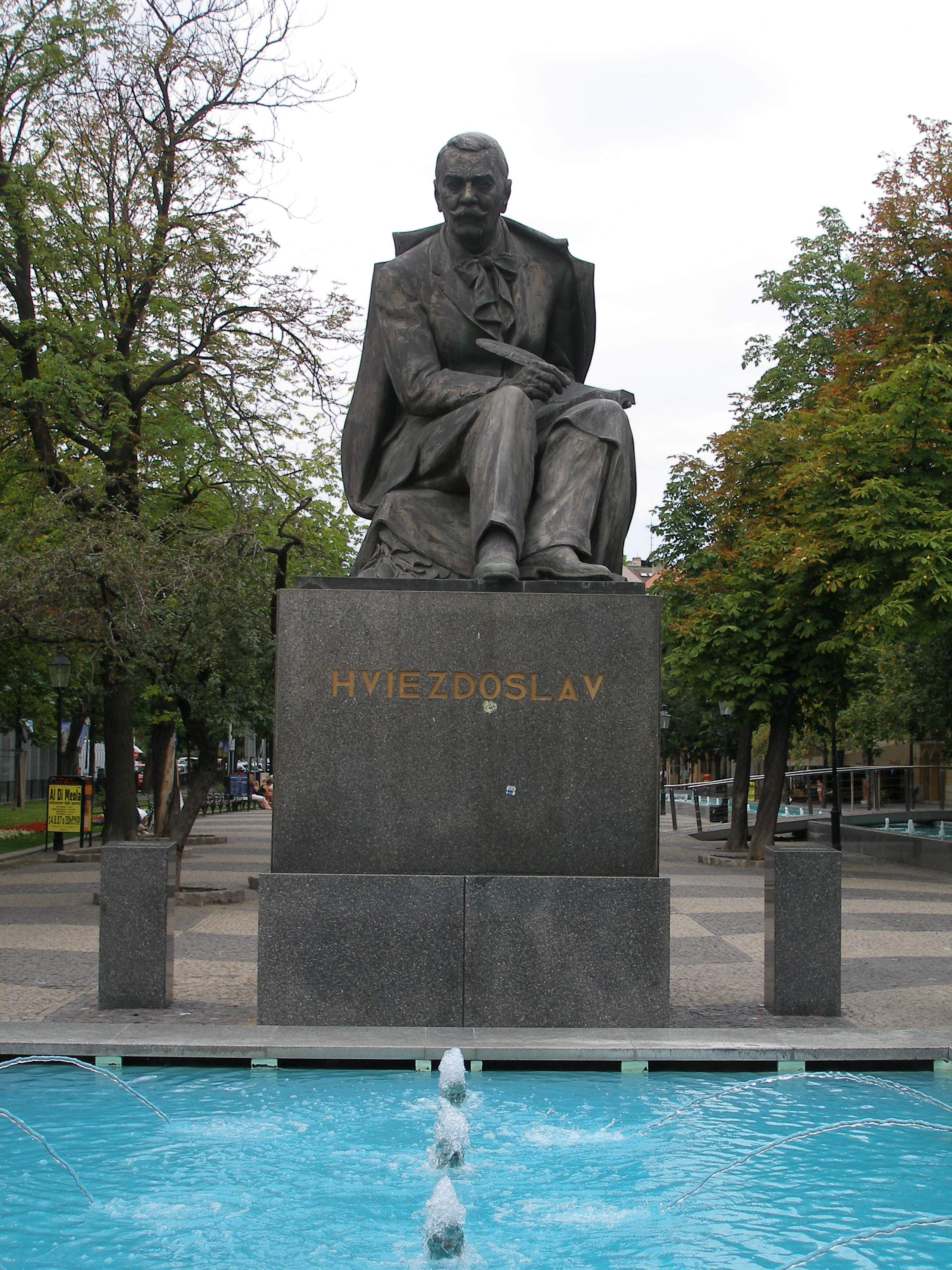
Hviezdoslav-Denkmal in Bratislava

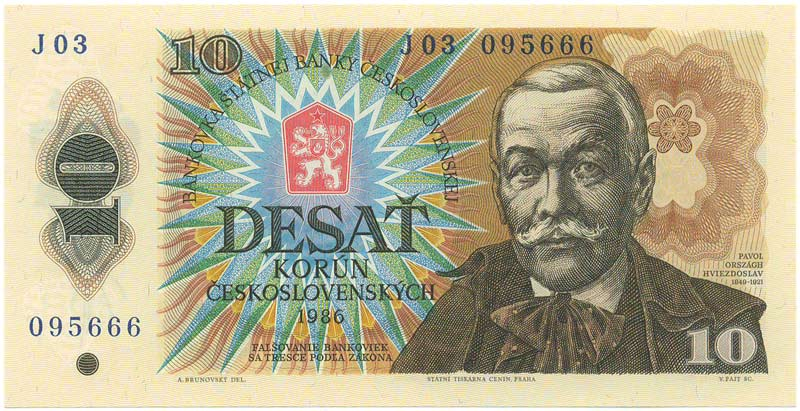
Hviezdoslav auf der tschechoslowakischen 10-Kronen-Banknote von 1986

Pavol Országh Hviezdoslav (geb. als Pavol Országh, Pseudonyme Jozef Zbranský bzw. Hviezdoslav) (* 2. Februar 1849 in Vyšný Kubín; † 8. November 1921 in Dolný Kubín) war ein slowakischer Dichter.
Hviezdoslav war ein (anfangs von Romantikern beeinflusster) Realist, der die slowakische Literatur um neue Formen und neu geprägte slowakische Wörter bereicherte. Er schrieb lyrische und epische Gedichte, behandelte in Dramen und Verserzählungen biblische Stoffe und Themen aus dem Leben des slowakischen Volkes, und übersetzte auch die Werke von prominenten deutschen, englischen, russischen, französischen, ungarischen und polnischen Dichtern (Johann Wolfgang von Goethe, William Shakespeare, Alexander Sergejewitsch Puschkin etc.) in die slowakische Sprache. Als sein Hauptwerk gilt das epische Versepos Hájnikova žena (1886). Hviezdoslav war in slowakischen und tschechischen Kreisen schon zu Lebzeiten sehr bekannt. Sein Werk wurde noch nicht ins Deutsche übersetzt, was aber auch aufgrund seiner zahlreichen Neubildungen und Wortspiele eine große linguistische Herausforderung sein dürfte.

## Leben
Er wurde in Vyšný Kubín in der nördlichen Mittelslowakei (damals Bestandteil des Königreichs Ungarn) in einer Bauernfamilie (aus der Schicht der Landedelsleute, Junker) geboren und besuchte dort seine Volksschule. Seine Eltern erzogen ihn zur Achtung vor der Arbeit. Dann lebte er zunächst bei verschiedenen Verwandten, u. a. 1862 bis 1865 bei seinem kinderlosen Onkel in Miskolc. In Miskolc besuchte er drei Gymnasialklassen und lernte die Werke der großen ungarischen Dichter Sándor Petőfi und János Arany kennen. Nach dem Tod des Onkels (1865) besuchte er bis 1870 das Gymnasium von Käsmark in der Zips.
Bereits in der Quinta schrieb er zunächst ungarisch, dann auch deutschsprachige Gedichte. Sein Lehrer nannte ihn damals diesbezüglich einen jungen Goethe. Bald darauf begann er jedoch in slowakischer Sprache zu schreiben. 1868, also noch während seiner Schulzeit am Gymnasium, erschien seine erste Sammlung slowakischer Gedichte, die er dem slowakischen Dichter Andrej Sládkovič widmete, der ihn nach eigenen Angaben zum Schreiben inspirierte. 1870 machte er sein Abitur und ging im gleichen Jahr an die Juristische Akademie in Eperies.
1872 wurde er nach Studienabschluss in Dolný Kubín zunächst als Rechtsanwaltsgehilfe und 1874 als Gerichtspraktikant tätig. Da er sich öffentlich gegen die von den ungarischen Behörden vorgenommene Schließung der einzigen slowakischsprachigen Gymnasien einsetzte und ihm daher die Kündigung drohte, ging er nach Budapest, legte dort 1875 seine Rechtsanwaltsprüfung ab und arbeitete anschließend als Rechtsanwalt in der Orava Landschaft in der Nordslowakei in der Stadt Námestovo (bis 1899). Aus seiner Zeit in Námestovo stammen die meisten seiner Werke. Er wirkte bei der damals einzigen slowakischen literarischen Monatsschrift „Orol“ („Adler“, 1870–1880) mit.
1876 kehrte er an das Gericht in Dolný Kubín zurück und heiratete dort im Mai Ilona Nováková. Die Ehe blieb kinderlos. Ab 1879 arbeitete er – und dies über 20 Jahre lang – erneut in Námestovo als selbstständiger Anwalt. In diesen Jahren intensivierte er seine schriftstellerische Tätigkeit zunehmend. 1877 begann er, das Pseudonym Hviezdoslav zu verwenden, ein Kompositum aus den slowakischen Wörtern „hviezda“ – „Stern“ und „sláva“ – „Ruhm“, wobei -slav auch die Endung zahlreicher slawischer Namen ist. 1881 gehörte er zu den bedeutendsten Mitarbeitern der slowakischen Literaturzeitschrift „Slovenské pohl'ady“.
In den Jahren 1887–1889 wurde er von einer Tragödienserie in seine Familie getroffen, da sukzessive seine Mutter, sein Vater und sein Bruder (dessen Kinder er danach adoptierte) verstarben. 1899 beabsichtigte er, beruflich in Dolný Kubín (statt in Námestovo) Fuß zu fassen, was jedoch misslang, so dass er seine Anwaltstätigkeit schließlich 1902 aufgab. Er wurde 1912 für seine Übersetzungen ungarischer Dichter zum korrespondierenden Mitglied der ungarischen Kisfaludy-Gesellschaft und 1913 zum korrespondierenden Mitglied der Tschechischen Akademie der Wissenschaften und der Künste in Prag ernannt. 1918–1920 war er Mitglied (ab 1919 Abgeordneter) des provisorischen Parlaments der neu entstandenen Tschechoslowakei. Er starb an den Folgen einer schweren Erkrankung im Alter von 72 Jahren in Dolný Kubín.

## Werke

### Lyriksammlungen
- Básnické prviesienky Jozefa Zbranského (1868) (etwa: Poetische Primel von Jozef Zbranský)
- Krb a vatra (1880) (etwa: Hausherd und Lagerfeuer): Stellt einen Übergang von persönlichen Problemen zu den Problemen der Slowaken und der Welt dar.
- Letorosty I (1885) (etwa: Schößlinge I): Begründung seiner dichterischen Tätigkeit in 19 Gedichten
- Letorosty II (1887) : 30 depressive Gedichte (siehe oben Tragödienserie)
- Letorosty III (1896) : In 34 Gedichten kritisiert er meistens die Unterdrückung des slowakischen Volkes in Ungarn und bedauert, dass er nicht helfen kann
- Sonety (1886) (Sonette): In 21 Sonetten realisiert er, dass es einen Konflikt zwischen der harten Realität und der ideellen Welt der Gedichte gibt
- Žalmy a hymny (1896) (Psalmen und Hymnen): Es werden philosophische Fragen behandelt (warum Gott Unrecht in der Welt walten lässt u dgl.). Das wichtigste Gedicht heißt De profundes.
- Prechádzky jarom (1898), Prechádzky letom (1898) (etwa: Spaziergänge durch den Frühling, Spaziergänge durch den Sommer): Es wird Freude über die Macht der Natur geäußert.
- Stesky (1903–1906) (etwa: Klagen / Wehmut): Enthält Angst vor dem Altwerden, Klagen über das Schicksal der Slowaken, sowie persönliche Erinnerungen
- Dozvuky (1901–1911) (etwa: Nachhalle): Ursprünglich (d. h. bevor der Erste Weltkrieg ausbrach, siehe Krvavé sonety) als seine abschließende Sammlung geplant, drückt sie aus, dass sich der Autor alt fühlt und die Slowaken vor den regierenden Ungarn beschützen will.
- Krvavé sonety (1914) (Blutige Sonette; deutsche Auswahl unter dem Titel Mit dem Olivenzweig kehr bei uns ein): Eine Reaktion auf den Ersten Weltkrieg, es wird der Krieg verurteilt, gefragt, wer das Unheil richtigstellen wird und es wird Freiheit für alle Völker der Welt gewünscht.

### Epik
Versepen
- Ežo Vlkolinský (1890) (detto): Behandelt die Problematik des Niedergangs der Schicht der Landedelsleute (Junker) im historischen Ungarn.
- Gábor Vlkolinský (1897–99) (detto): wie oben

Versroman
- Hájnikova žena (1884) (Des Hegers Weib): Sein berühmtestes Werk. Der Roman wurde von seinen Zeitgenossen als „Lebensbild des Waldes“ bezeichnet wurde. Es stellt den Höhepunkt des lyrisch-epischen Schaffens des Autors und des idyllischen Realismus in der Slowakei überhaupt dar. Die Handlung spielt in den Karpaten und erzählt von dem Schicksal eines jungen Waldhegers und seiner Frau Hanka, deren Glück durch den zudringlichen Gutssohn, zerstört wird. Die einzelnen Kapitel des Versromans werden von lyrischen stimmungsvollen Landschaftsbildern eingeleitet.

Kurze biblische Epik
- Agar (detto)
- Ráchel (Rachel)
- Kain (detto)
- Vianoce (Weihnachten)
- Sen Šalamúnov (Traum des Solomon)

Kurze Dorfepik
- Bútora a Čútora (Bútora und Čútora)

### Dramen
- Herodes a Herodias (1909) (Herodes und Herodias): Eine historische Tragödie in fünf Aufzügen, eine den Werken Shakespeares nachgeahmte Allegorie auf die Kritik der Herrschsüchtigkeit und Brutalität der regierenden Schicht in damaligem Ungarn

### Übersetzungen
Hviezdoslav übersetzte die Gedichte von Johann Wolfgang Goethe, Friedrich Schiller, Adam Mickiewicz, Imre Madách, János Arany, Sándor Petőfi, Victor Hugo, Alexander Puschkin und Michail Lermontow. Von diesen hat Hviezdoslav Shakespeare am meisten bewundert, so dass dieser auch den größten Einfluss auf ihn ausübte. Der Grund für seine häufigen Übersetzungen war zu beweisen, dass in die (damals relativ unlängst kodifizierte und bis 1918 weitgehend offiziell verbotene) slowakische Sprache beliebige Werke der Weltliteratur übersetzt werden können.

### Auf Deutsch
- Mit dem Olivenzweig kehr bei uns ein : Sonette ; slowak u. dt. / Hviezdoslav. Nachgedichtet von Dietmar Zirnstein. Mit 3 Grafiken von Hans-Hendrik Grimmling. Insel-Verlag, Leipzig 1983, DNB 831067691 (Insel-Bücherei: Nr. 678, Enthält die Sammlungen Sonety (1986) und Krvavé sonety (1914)).

## Würdigung

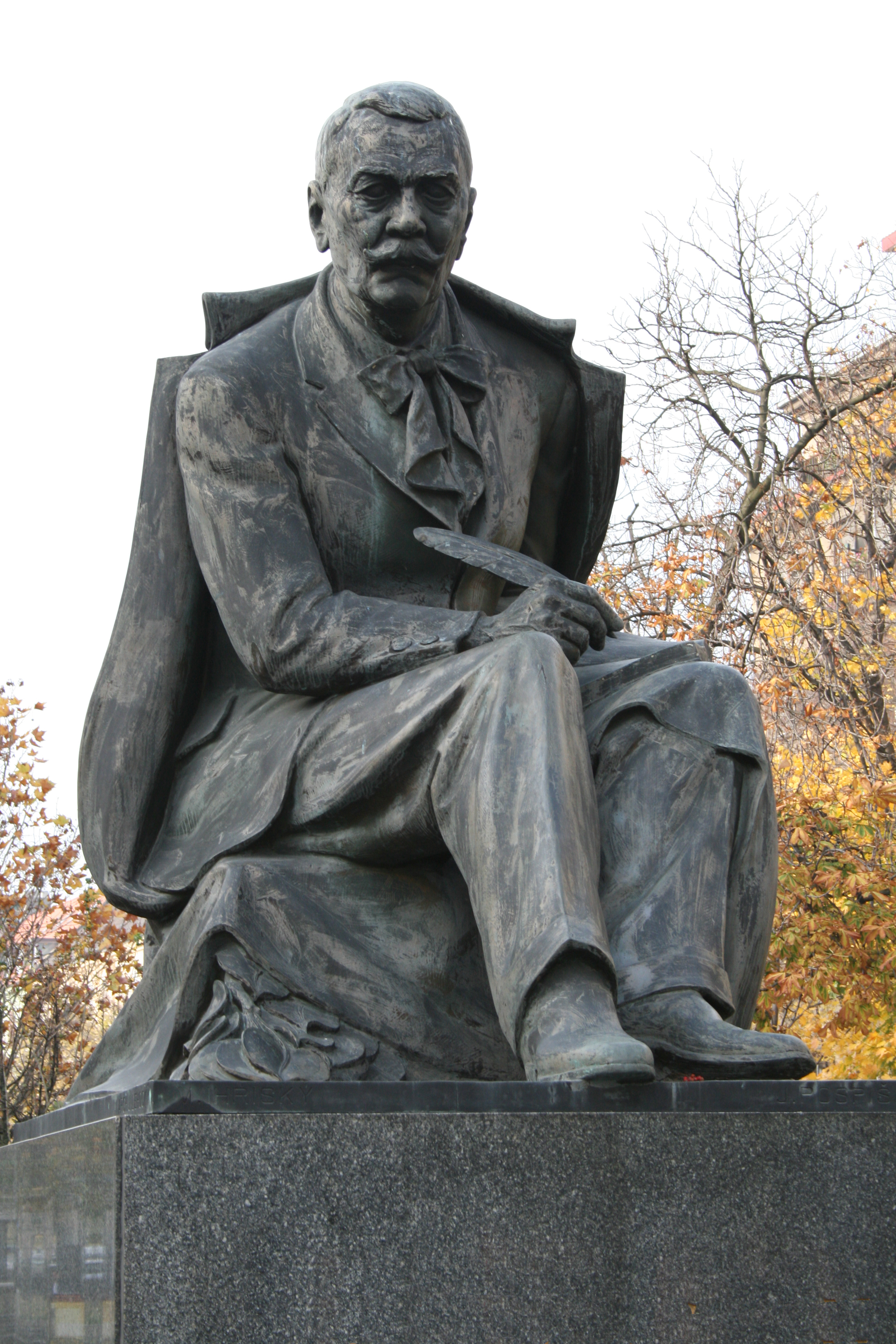
Denkmal in Bratislava

In verschiedenen slowakischen Städten wurden Plätze oder Straßen nach dem Dichter benannt; als bekannteste gilt der promenadenartige Platz in der Hauptstadt Bratislava. Es gibt auch eine Gemeinde namens Hviezdoslavov (Okres Dunajská Streda), des Weiteren trägt ein Wasserfall (Hviezdoslavov vodopád) in der Hohen Tatra seinen Namen. Im Sterbeort Dolný Kubín wurde 1954 ein Museum gegründet; seit 1955 wird Rezitationswettbewerb Hviezdoslavov Kubín jährlich ausgeführt. Die letzte tschechoslowakische Banknote zu 10 Kronen trug sein Porträt.